# 费城海军船坞

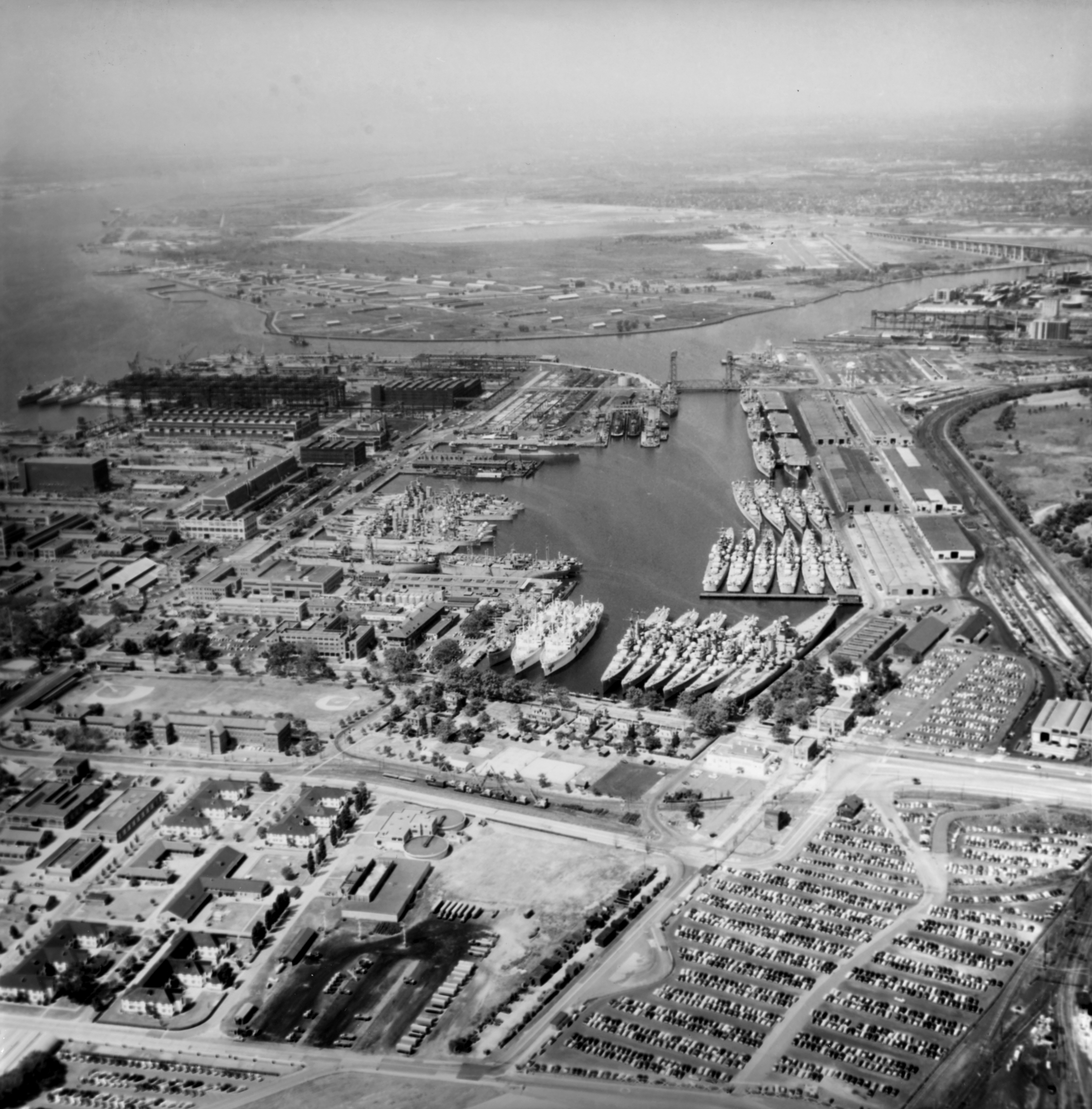
攝於1955年

费城海军船坞（英語：Philadelphia Naval Shipyard），简称海军船坞（英語：The Navy Yard），是美国近两个世纪的一个非常重要的造船厂。它现在被改造成了混合使用的园地，有雇员将近一万五千名，内有商用造船厂、时尚公司、尖端细胞疗法产品设施等。